# خورشیدآباد (مشگین‌شهر)
خورشیدآباد روستایی است که در استان اردبیل، شهرستان مشگین‌شهر، بخش مرکزی، دهستان مشگین غربی قرار دارد.

## جمعیت
بر اساس سرشماری سال ۱۳۸۵ جمعیت این روستا ۴۴۰ نفر با ۸۸ خانوار بوده‌است.